# Crazy Legs
Richard Colón (født januar 1966) bedre kendt under sit kunstnernavn Crazy Legs er en b-boy fra Bronx, New York City, USA. Han figurerede i de tidligste historier om hip hop dans med optrædener i mainstream-pressen, og som præsident for Rock Steady Crew, og bragte formen til London og Paris i 1983. I dag er han også involveret i danseinstruktion og danseteater-produktioner. Hans banebrydende status afspejles i hans optrædener i fiktion og dokumentarfilm, gamle og nye. Crazy Legs er det eneste oprindelige medlem tilbage af Rock Steady Crew, og er dens nuværende præsident.
Han er også en spillebar karakter i videospillet Def Jam: Fight for NY (EA, 2004). I 2006 blev han inviteret af Smithsonian Institution til at bidrage til en indsamling til National Museum of American History. I 2001 pensionerede Crazy Legs sig fra konkurrencedygtige danse på grund af kroniske nakkeskader.